# Roshan Seth
Roshan Seth (* 17. August 1942 in Neu-Delhi) ist ein britisch-indischer Film- und Theaterschauspieler.

## Leben
Seth, Absolvent der London Academy of Music and Dramatic Art, machte zuerst im Theater auf sich aufmerksam, als er 1972 in Ein Sommernachtstraum durch die USA tourte. Bereits seit 1964 in Fernsehserien vor der Kamera tätig, hatte Seth 1974 seine erste größere Nebenrolle in einem Spielfilm in 18 Stunden bis zur Ewigkeit (Juggernaut) als Schiffskellner Azad neben Richard Harris und Anthony Hopkins. Seinen internationalen Durchbruch erzielte Seth 1982 durch seine Rolle als Jawaharlal Nehru in Gandhi, wofür er eine BAFTA-Nominierung erhielt. Zwei Jahre später, 1984, übernahm er die Rolle des Chattar Lal in Indiana Jones und der Tempel des Todes und spielte im gleichen Jahr unter der Regie von David Lean in Reise nach Indien.
Roshan Seth hat überwiegend indische Charaktere verkörpert, so auch 2001 in Monsoon Wedding. Auch übernahm er eine Nebenrolle in Nicht ohne meine Tochter aus dem Jahr 1991.
Parallel zu seiner Arbeit als Schauspieler hat sich Seth in Indien als freiberuflicher Journalist und Redakteur einen Namen gemacht.

## Filmografie (Auswahl)
- 1974: 18 Stunden bis zur Ewigkeit (Juggernaut)
- 1982: Gandhi
- 1984: Indiana Jones und der Tempel des Todes (Indiana Jones and the Temple of Doom)
- 1984: Reise nach Indien (A Passage to India)
- 1985: Mein wunderbarer Waschsalon (My Beautiful Laundrette)
- 1987: Diesseits von Afrika (The Happy Valley)
- 1988: Klein Dorrit (Little Dorrit)
- 1990: Land der schwarzen Sonne (Mountains of the Moon)
- 1991: London schafft alle (London Kills Me)
- 1991: Mississippi Masala
- 1991: Nicht ohne meine Tochter (Not Without My Daughter)
- 1992: Stalin
- 1994: Street Fighter – Die entscheidende Schlacht (Street Fighter: The Movie)
- 1995: Zwei Singles machen noch kein Paar (Solitaire for 2)
- 2000: Vertical Limit
- 2005: Der Beweis – Liebe zwischen Genie und Wahnsinn (Proof)
- 2007: Guru
- 2008: Cheetah Girls: One World (The Cheetah Girls: One World)
- 2012: Mission Liebe – Ek Tha Tiger (Ek Tha Tiger)
- 2015, 2016: Indischer Sommer (Indian Summers, Fernsehserie, 19 Episoden)
- 2019: Dumbo
- 2019: Beecham House (Fernsehserie, 6 Episoden)